# Báscula puente

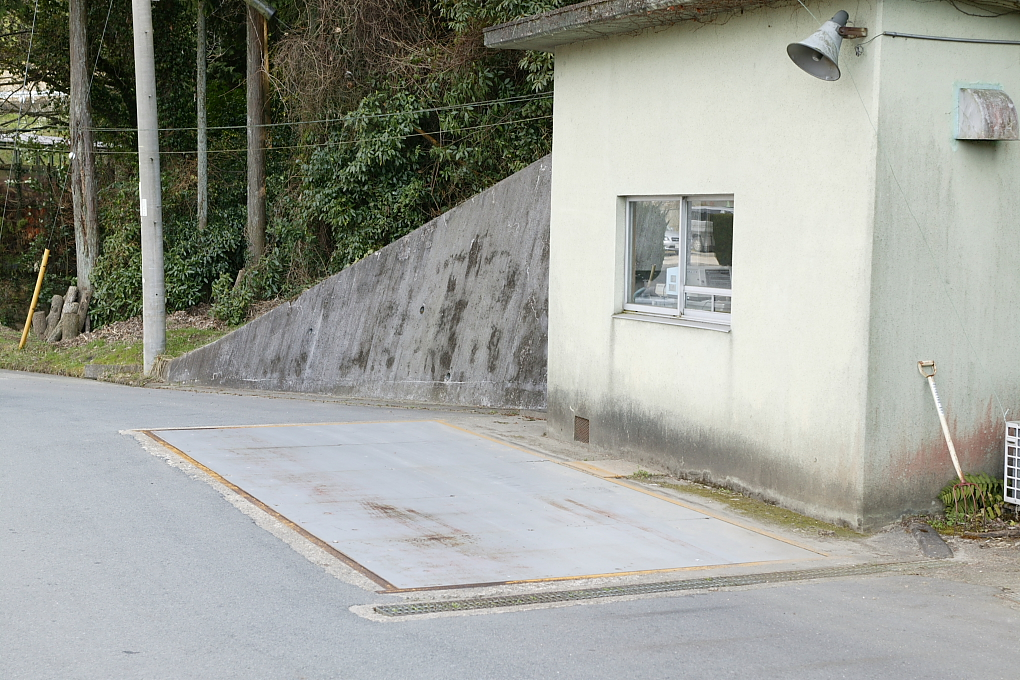
Báscula puente para pesar vehículos.

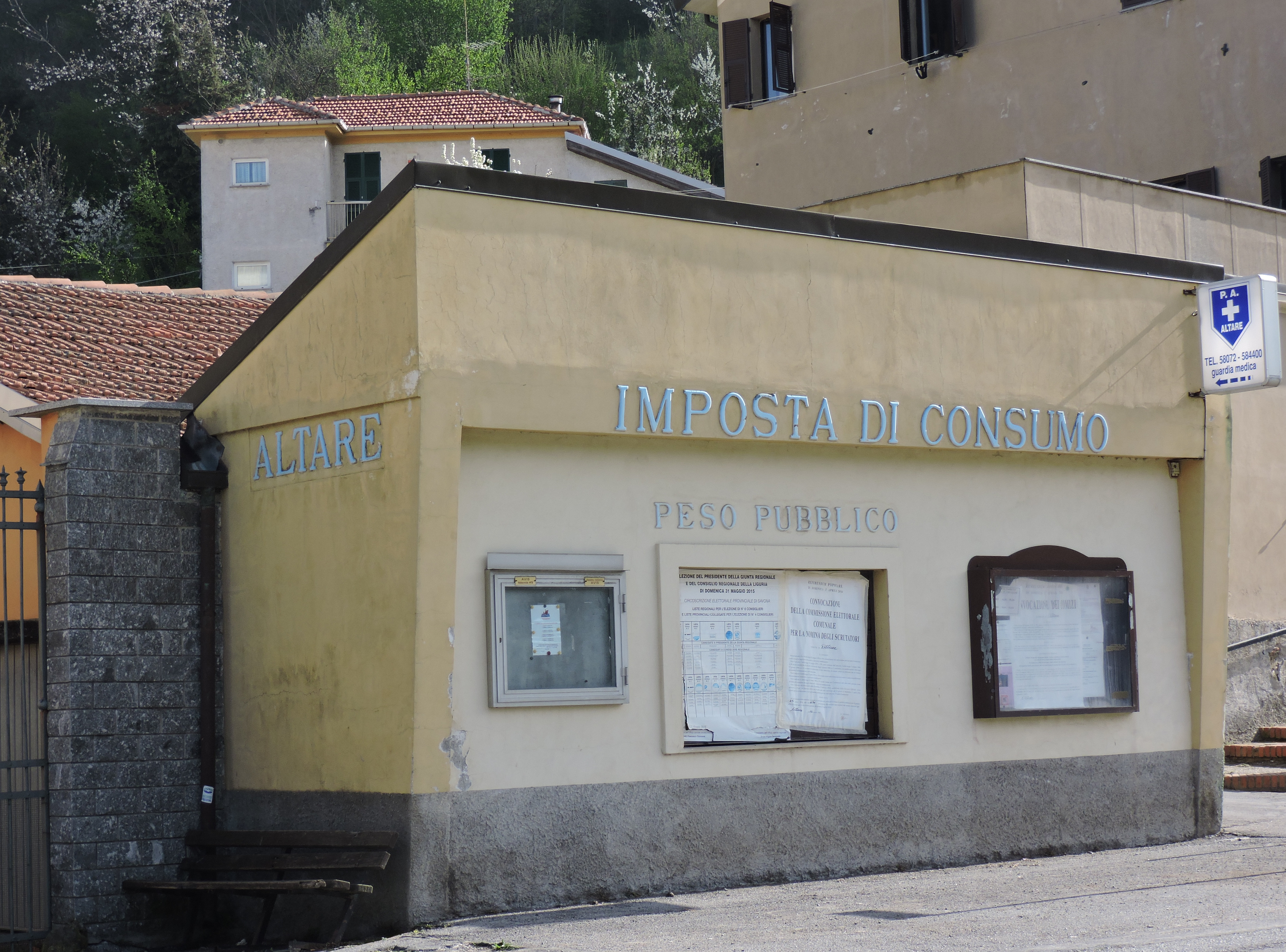
Báscula puente en Altare (Italia).

La báscula-puente es un instrumento de medición de peso formado por una plataforma metálica o de hormigón que apoya sobre células de carga conectadas entre sí y de ellas hasta una caja-suma, desde donde la señal eléctrica es enviada a un terminal-indicador de peso.
Habitualmente usada para pesar camiones, también puede usarse para pesar vagones de ferrocarril, dumpers, tractores, y también aeronaves.
Los equipos más avanzados incorporan barreras de acceso, semáforos y elementos de posicionamiento, lectores de tarjeta e identificación de matrícula y conductor por videocámaras.
Se verifican y precintan por un centro o servicio legalmente homologado para tal fin. En España este servicio lo prestan empresas públicas dependientes del gobierno de las comunidades autónomas. También hay algunas entidades privadas que trabajan en régimen de concesión pública.
Las básculas de transporte de automóviles tienen varias de las características técnicas más importantes, y estos son parámetros como:
- Capacidad de carga de varias decenas de toneladas.
- Lecturas precisas de las medidas realizadas dentro de la escala de medida.
- La presencia de una amplia plataforma de trabajo en la que puede pesar varios tipos de transporte por carretera.
- Sin influencia de fenómenos meteorológicos, como precipitación, presión atmosférica, humedad del aire, en la precisión de las lecturas.[3]